# Andrea Jiménez (dramaturga)
Andrea Jiménez, (Madrid, 1987) es una dramaturga, directora de escena, actriz y productora española. Cofundó la compañía Teatro en Vilo en 2012 junto a Noemi Rodríguez. En 2019 fue galardonada con el Premio El Ojo Crítico de Teatro, en reconocimiento a su trayectoria y la originalidad de las creaciones de su compañía.

## Trayectoria
Jiménez es licenciada en derecho y tiene un postgrado en Artes Escénicas en la London School of Peforming Arts. Ha trabajado como actriz y directora en Francia, España y el Reino Unido. Cofundó, en 2012, junto a Noemi Rodríguez la compañía Teatro En Vilo en Londres, afincada en Madrid, que combina la danza, el teatro, la performance o el clown para mostrar realidades sociales, políticas y personales.
De entre los espectáculos que ha creado, dirigido y actuado, destacan: Interrupted, una premiada tragicomedia creada junto a Rodríguez, Fiona Clift y Blanca Solé, que se estrenó en Londres en 2012 y que se ha seguido representando por años en teatros de Escocia, Italia, Portugal y España; Generación Why que se estrenó en 2018 en el Centro Dramático Nacional y contó con la actuación de Jiménez, Chiara Goldsmtih y Roisin O’Mahony; Miss Mara. Quien se reserva no es artista, producida por el Teatro Circo Price en 2019, con la participación de la actriz Fátima Baeza, impulsora de la investigación y el homenaje a la trapecista Miss Mara y las artistas de circo Graziella Galán y Sabrina Catalán; Cómo hemos llegado hasta aquí, un talkshow político protagonizado por Nerea Pérez de las Heras; Casting Lear, su adaptación teatral del rey Lear de William Shakespeare; Man Up, una reflexión sobre la masculinidad o Blast.
También ha creado obras para el Teatro de la Abadía, el Teatro Nacional de Cataluña, el Centro Dramático Gallego, el Festival de Otoño, el Festival Griego o el Edinburgh Fringe, entre otros. Ha dirigido espectáculos para compañías internacionales como Canary Girls para Fun in the Oven inspirada en las Las chicas canarias o The copla Cabaret para Hispanic Breakdown; así como proyectos comunitarios como Escenario Chamberí, un proyecto con espectadores de los teatros del barrio de Chamberí o Chiedete e vi sará dato, creado para el Compañía Festival de Nápoles con mujeres de Irán, Rusia, Francia e Italia.  También ha trabajado como actriz con Penny Woolcock en la English National Opera, Blind Summit Theatre, Phelim McDermott, Andrew Dawson, Cath Johnson o José Piris.
Además ha impartido formaciones sobre creación colectiva y clown en diferentes instituciones como el Centro de Arte Dos de Mayo, el Festival Clásicos en Alcalá, el Círculo de Bellas Artes, el Instituto Cervantes, la Escuela Navarra de Teatro o las Universidad de Oxford, de Pune, Kerala y Bolonia. Así como desarrollado proyectos pedagógicos en los que usa el teatro como herramienta de transformación social.
En 2025 dirigió y produjo Vulcano para el Teatro Valle-Inclán de Madrid con texto de Victoria Szpunberg.

## Reconocimientos
Su obra Interrupted ganó en 2013 el premio a la Mejor compañía de teatro emergente en el Festival Mimetic de Londres y el premio al Mejor espectáculo teatral en el Festival TALENT de Madrid. En 2016 recibió el Premio del público en la XXXIII Mostra de Teatro Cómico Festivo de Cangas do Morrazo y fue nominada a los Premios Max en la categoría de Mejor autoría revelación. Más tarde, en 2019, ganó el Premio del Jurado y del Público en la Feira Ibérica de Teatro do Fundão (Portugal).
Obtuvo una beca del programa Art for Change de Fundación "la Caixa", que resultó en la obra Locos de Amor que se estrenó en 2018 y que muestra la vivencia del amor romántico de 10 personas con diagnóstico de enfermedad mental grave. Fue becaria en residencia en la Real Academia de España en Roma.
En 2019 Jiménez y Rodríguez fueron galardonadas con los Premio El Ojo Crítico de Teatro, en reconocimiento a su trayectoria y la originalidad de sus creaciones con la compañía Teatro En Vilo. Este galardón lo otorga anualmente Radio Nacional de España desde 1990 para reconocer y promocionar el trabajo de artistas escénicos y plásticos menores de 40 años.
En 2025 recibió el premio Max a mejor espectáculo y a mejor adaptación teatral por Casting Lear.